# Muchran Wachtangadse
Muchran Wachtangadse (georgisch მუხრან ვახტანგაძე; * 22. Januar 1973 in Batumi, Adscharische ASSR, Georgische SSR) ist ein ehemaliger georgischer Ringer. Er gewann bei den Olympischen Spielen 2000 in Sydney eine Bronzemedaille und wurde 2001 Weltmeister, jeweils im griechisch-römischen Stil im Mittelgewicht.

## Werdegang
Muchran Wachtangadse begann 1985 im Alter von zwölf Jahren mit dem Ringen. Er konzentrierte sich dabei auf den griechisch-römischen Stil und war Mitglied des Sportvereins Dynamo Batumi. Seine Trainer waren hauptsächlich Chodersi Bolkwadse und Dschoni Rechwiaschwili. Schon während seiner Ringerlaufbahn studierte er Sport und wurde nach Beendigung seiner Ringerkarriere Direktor einer Sportschule in Batumi. In seiner Freizeit betätigt er sich als Songschreiber und tritt als Sänger auf.
Seine erste internationale Meisterschaft bestritt er im Jahre 1994, nachdem er in diesem Jahr auch erstmals georgischer Meister im Mittelgewicht geworden war. Bei der Europameisterschaft 1994 in Athen schied er aber sehr früh aus und belegte nur den 19. Platz. Auch in den folgenden Jahren belegte er, von einem 3. Platz bei der Universitäten-Weltmeisterschaft in Ankara abgesehen, bei den internationalen Meisterschaften keine vorderen Plätze. Erst bei der Europameisterschaft 2000 in Moskau erreichte er im Mittelgewicht, das von Martin Lidberg aus Schweden gewonnen wurde, mit einem 6. Platz ein einstelliges Ergebnis. Umso überraschender war dann sein Abschneiden bei den Olympischen Spielen 2000 in Sydney. Er war dort stark verbessert und erkämpfte sich mit Siegen über Toomas Proovel aus Estland, Raatbek Sanatbajew aus Kirgisistan, Waleri Zilenz aus Belarus, einer Niederlage gegen Hamza Yerlikaya aus der Türkei und einem Sieg über Fritz Aanes aus Norwegen ganz überraschend eine Bronzemedaille im Mittelgewicht.
Im Jahre 2001 belegte er zunächst bei der Europameisterschaft in Moskau den 6. Platz. Bei der Weltmeisterschaft dieses Jahres im griechischen Patras überraschte er dann wieder alle Konkurrenten und wurde mit Siegen über Attila Bátky aus der Slowakei, Dimitar Stojanow Nikolow, Bulgarien, Martin Lidberg, Oleksandr Darahan, Ukraine und Matt Lindland aus den Vereinigten Staaten Weltmeister.
Im Jahre 2002 nahm er nur an der Weltmeisterschaft in Moskau teil, wo er nach Siegen über Sándor Bárdosi aus Ungarn und Dimitrios Avramis aus Griechenland und einer Niederlage gegen Mohamad Abd El Fatah aus Ägypten auf dem 9. Platz landete. Bei der Europameisterschaft 2003 in Belgrad erkämpfte er sich aber mit Siegen über Gotcha Ziziaschwili, Israel, Kosta Kostanjevic, Kroatien, Nazmi Avluca, Türkei und Waleri Zilenz eine Bronzemedaille, nachdem er im Halbfinale gegen Levon Geghamjan aus Armenien verloren hatte. Das war die letzte Medaille, die er bei einer internationalen Meisterschaft gewann. Beachtlich war allerdings auch noch sein 6. Platz bei der Weltmeisterschaft 2003 in Créteil, den er mit Siegen über Wadislaw Metodiew, Bulgarien, Fred de Vos, Niederlande und Melonin Noumonvi aus Frankreich, bei einer Niederlage gegen Attila Bátky, errang.
2004 startete er auch bei den Olympischen Spielen in Athen. Er kam dort nach einer Niederlage gegen Mohamed Abd El Fatah und einem Sieg über Bradley Vering aus den Vereinigten Staaten nur auf den 18. Platz. Ähnlich schnitt er schließlich bei der Weltmeisterschaft 2005 in Budapest ab, wo er gegen Reza Zeidvand aus dem Iran verlor und nur auf den 19. Platz kam. Danach beendete er seine internationale Ringerlaufbahn.

## Internationale Erfolge
| Jahr | Platz  | Wettbewerb                                  | Gewichtsklasse | Ergebnisse |
| 1994 | 19.    | EM in Athen                                 | Mittel         | Sieger: Thomas Zander, Deutschland vor Gotcha Ziziaschwili, Israel |
| 1994 | 14.    | WM in Tampere                               | Mittel         | Sieger: Thomas Zander vor Tuomo Karila, Finnland |
| 1996 | 24.    | EM in Budapest                              | Mittel         | Sieger: Hamza Yerlikaya, Türkei vor Péter Farkas, Ungarn |
| 1998 | 3.     | Universitäten-WM in Ankara                  | Mittel         | hinter Seyit Özdemir, Türkei und Sahat Neemetpour, Iran |
| 1998 | 7.     | Militär-WM in Zagreb                        | Mittel         | Sieger: David Millien, Frankreich vor Igor Bugaj, Ukraine |
| 1999 | 24.    | WM in Athen                                 | Mittel         | Sieger: Luis Enrique Mendez, Kuba vor Thomas Zander |
| 2000 | 19.    | Olympia-Qualif.-Turnier in Faenza           | Mittel         | Sieger: Alexander Menschtschikow, Russland vor Fritz Aanes, Norwegen |
| 2000 | 24.    | Olympia-Qualif.-Turnier in Clermont-Ferrand | Mittel         | Sieger: Hamza Yerlikaya vor Sergei Zwir, Russland |
| 2000 | 6.     | EM in Moskau                                | Mittel         | Sieger: Martin Lidberg, Schweden vor Andrei Batura, Belarus |
| 2000 | Bronze | OS in Sydney                                | Mittel         | nach Siegen über Toomas Proovel, Estland, Raatbek Sanatbajew, Kirgisistan und Waleri Zilenz, Belarus, einer Niederlage gegen Hamza Yerlikaya und einem Sieg über Fritz Aanes   |
| 2001 | 6.     | EM in Istanbul                              | Mittel         | Sieger. Hamza Yerlikaya vor Marcin Letki, Polen |
| 2001 | 1.     | WM in Patras                                | Mittel         | nach Siegen über Attila Bátky, Slowakei, Dimitar Stojanow Nikolow, Bulgarien, Martin Lidberg, Oleksandr Darahan, Ukraine und Matt James Lindland, USA                          |
| 2002 | 9.     | WM in Moskau                                | Mittel         | nach Siegen über Sandor Bardosi, Ungarn und Dimitrios Avramis, Griechenland und einer Niederlage gegen Mohamad Abd El Fatah, Ägypten                                           |
| 2003 | 3.     | EM in Belgrad                               | Mittel         | nach Siegen über Gotcha Ziziaschwili, Kosta Kostanjevic, Kroatien und Nazmi Avluca, Türkei, einer Niederlage gegen Levon Geghamjan, Armenien und einem Sieg über Waleri Zilenz |
| 2003 | 6.     | WM in Créteil                               | Mittel         | nach Siegen über Wladislaw Metodiew, Bulgarien, Fred de Vos, Niederlande und Melonin Noumonvi, Frankreich und einer Niederlage gegen Attila Bátky                              |
| 2003 | 1.     | Welt-Cup in Alma-Ata                        | Mittel         | vor Abdullah Dschabrailow, Kasachstan, Alexander Menschtschikow, Serjkan Özden und Nazmi Avluca                                                                                |
| 2004 | 18.    | OS in Athen                                 | Mittel         | nach einer Niederlage gegen Mohamed Abd El Fatah und einem Sieg über Bradley Vering, USA                                                                                       |
| 2005 | 19.    | WM in Budapest                              | Halbschwer     | nach einer Niederlage gegen Reza Zeidvand, Iran |

## Erläuterungen
- alle Wettbewerbe im griechisch-römischen Stil
- OS = Olympische Spiele, WM = Weltmeisterschaft, EM = Europameisterschaft
- Mittelgewicht, Gewichtsklasse bis 1996 bis 82 kg, von 1997 bis 2001 bis 85 kg, seit 2002 bis 84 kg, Halbschwergewicht, seit 2002 bis 96 kg Körpergewicht